# Сондрио (округ)
Округ Сондрио (итал. Provincia di Sondrio) је округ у оквиру покрајине Ломбардије у северној Италији. Седиште округа покрајине и највеће градско насеље је истоимени град Сондрио.
Површина округа је 3.212 км², а број становника 180.429 (2008. године).

## Природне одлике
Округ Сондрио се налази у крајње северном делу државе, без излаза на море. Ово је једини округ Ломбардије у потпуности положен у алпској области. Овде се пружају Ретијски Алпи. Средишњи део округа је долина реке Аде, који је густо насељен и привредно активан. У овом округу се налази и неколико познатих зимских туристичких центара (Ливињо, Бормио).

## Становништво
По последњим проценама из 2008. године у округу Сондрио живи више више од 180.000 становника, па је ово најмањи округ по броју становника. Густина насељености је мала, око 56 ст/км². Густо насељено подручје јужно од града Сондрија и у долинама, док су простране висине несељене.
Поред претежног италијанског становништва у округу живе и велики број досељеника из свих делова света.

## Општине и насеља
У округу Сондрио постоји 78 општина (итал. Comuni).
Најважније градско насеље и седиште округа је град Сондрио (22.000 становника).